# اس‌وی‌جی ایر
اس‌وی‌جی ایر (به انگلیسی: SVG Air) یک شرکت هواپیمایی است که در تاریخ ۱۹۹۰ میلادی تأسیس شده است.
دفتر مرکزی اس‌وی‌جی ایر در سنت وینسنت و گرنادین‌ها واقع شده‌است و قطب این شرکت هواپیمایی در فرودگاه‌ای. تی. جاشوا قرار دارد.